# Karaops badgeradda
Espèce
Karaops badgeradda est une espèce d'araignées aranéomorphes de la famille des Selenopidae.

## Distribution
Cette espèce est endémique du Mid West en Australie-Occidentale,. Elle se rencontre dans les monts Badgeradda.

## Description
La femelle holotype mesure 7,33 mm.

## Étymologie
Son nom d'espèce lui a été donné en référence au lieu de sa découverte, les monts Badgeradda.

## Publication originale
- Crews & Harvey, 2011 : The spider family Selenopidae (Arachnida, Araneae) in Australasia and the Oriental region. ZooKeys, no 99, p. 1-103 (texte intégral).